# 帕维尔·哈劳普卡
帕维尔·哈劳普卡（捷克語：Pavel Chaloupka，1959年5月4日—2025年5月23日），捷克男子足球运动员，司职中场。他曾代表捷克斯洛伐克国家队参加1982年国际足联世界杯，结果队伍止步小组赛阶段。